# Marco Flavio Vitellio Seleuco
Marco Flavio Vitellio Seleuco (latino: Marcus Flavius Vitellius Seleucus; fl. 221) è stato un politico romano, console posterior del 221, insieme a Gaio Vettio Grato Sabiniano.
Il consolato suo e di Grato Sabiniano fu il primo del regno dell'imperatore Elagabalo in cui il sovrano non assunse per sé il consolato; fu forse un gesto di condiscendenza per il Senato romano.
È possibile che Seleuco fosse siriano (il nome è caratteristico della dinastia siriana dei Seleucidi), e che sia stato in qualche modo favorito da Giulia Soemia, siriana e madre dell'imperatore.
È talvolta identificato col Seleuco che si ribellò a Elagabalo, stando allo storico del V secolo Polemio Silvio.